# Белодедич, Миодраг
Ми́одраг Бело́дедич (серб. Миодраг Белодедић / Miodrag Belodedić, рум. Miodrag Belodedici; род. 20 мая 1964, Сокол, Караш-Северин) — румынский футболист сербского происхождения. Выступал за сборную Румынии.

## Карьера

### Ранние годы
Занимался футболом с 1978 года в составе команды «Минерул», первым тренером был Олимп Матееску. Через 3 года отправился в команду «Лучафэрул» из Бухареста, которая собирала молодых талантливых игроков. В 1982 году начал профессиональную карьеру игрока.

### Клубная
Благодаря решению президента клуба «Стяуа» Иона Александреску, Белодедич стал игроком «армейцев». С 1982 по 1988 год Белодедич играл в составе румынской команды, выиграв четыре чемпионата, три кубка Страны и завоевав Кубок европейских чемпионов вместе с Суперкубком Европы. Несмотря на трофеи, Белодедич хотел играть в Югославии, в составе «Црвены Звезды», которую поддерживал в детстве. 
В 1988 году Белодедич бежал в Югославию. Впоследствии Белодедич рассказывал, что в Белграде его уговаривали перейти в стан заклятых врагов «Звезды» — «Партизан», однако Миодраг отказался делать это наотрез. Президент «красно-белых» немедленно подписал игрока, узнав, что тот выигрывал Кубок европейских чемпионов. Узнав об этом событии, Чаушеску лишил Белодедича гражданства Румынии, а румынский суд приговорил игрока к 10 годам тюрьмы заочно. Более того, УЕФА на год отстранила игрока от соревнований. 
В 1989 году Миодраг дебютировал в составе югославского клуба. В финале Кубка европейских чемпионов 1990/91 против «Марселя» Белодедич в серии пенальти реализовал свой 11-метровый удар, что принесло «красно-белым» победу в главном клубном турнире Европы. Белодедич стал первым игроком-победителем КЕЧ, выигрывавшим трофей в составе двух разных команд и игравшим за оба клуба в победных финалах КЕЧ.
В июле 1992 года игрок перешёл в состав «Валенсии», несмотря на борьбу «Сампдории» за него. Выступал два года за «летучих мышей», затем играл за «Реал Вальядолид» и «Вильярреал», в 1996 году уезжал в Мексику. В 1998 году вернулся в Румынию, помог команде «Стяуа» выиграть чемпионат и Кубок страны. В 2001 году завершил карьеру.

### В сборной
Дебютировал в сборной 31 июля 1984 в матче с Китаем (1:0). К 1992 году провёл 19 игр, забив 4 мяча. Выступал на чемпионате мира 1994 и на первенствах Европы 1996 и 2000 годов.

#### Голы за сборную
Голы Румынии указаны первыми
| # | Дата             | Стадион                              | Соперник    | Полученный счёт | Итоговый результат | Турнир            |
| - | ---------------- | ------------------------------------ | ----------- | --------------- | ------------------ | ----------------- |
| 1 | 4 марта 1987     | 19 мая, Анкара, Турция               | Турция      | 1:0             | 3:1                | Товарищеский матч |
| 2 | 25 марта 1987    | Генча, Бухарест, Румыния             | Албания     | 4:1             | 5:1                | Евро-1988 (отбор) |
| 3 | 8 апреля 1987    | Городской стадион, Брашов, Румыния   | Израиль     | 2:1             | 3:2                | Товарищеский матч |
| 4 | 20 сентября 1988 | Портовый стадион, Констанца, Румыния | Албания     | 1:0             | 3:0                | Товарищеский матч |
| 5 | 6 сентября 1994  | Генча, Бухарест, Румыния             | Азербайджан | 1:0             | 3:0                | Евро-1996 (отбор) |

## Достижения
«Стяуа»
- Чемпион Румынии: 1984/85, 1985/86, 1986/87, 1987/88, 1988/89, 2000/01
- Обладатель Кубка Румынии: 1984/85, 1986/87, 1998/99
- Обладатель Кубка европейских чемпионов: 1985/86
- Обладатель Суперкубка Европы: 1986

«Црвена Звезда»
- Чемпион Югославии: 1989/90, 1990/91, 1991/92
- Обладатель Кубка Югославии: 1989/90
- Обладатель Кубка европейских чемпионов: 1990/91
- Обладатель Межконтинентального кубка: 1991

Личные
- Орден «За спортивные заслуги» II степени: 2008[3]
- Почётный гражданин Бухареста: 1994[4]

## После карьеры
Сейчас Белодедич занимается деятельностью в сфере подготовки молодёжных и юношеских сборных Румынии. 16 декабря 2011 принял участие в жеребьёвке плей-офф Лиги чемпионов УЕФА 2011/2012.

## Личная жизнь
Родился в семье сербской общины, в деревне Сокол (неподалёку от границы с Югославией).